# Sœurs de la charité d'Ottawa
Les Sœurs de la charité d'Ottawa sont une congrégation religieuse féminine enseignante et hospitalière de droit pontifical.

## Historique
En 1844, Pierre-Adrien Telmon, supérieur des Oblats de Marie-Immaculée au Canada, et Patrick Phelan, évêque coadjuteur du diocèse de Kingston (maintenant archidiocèse) demandent aux Sœurs de la charité de Montréal d'envoyer à Bytown (aujourd'hui Ottawa) des religieuses pour s'occuper de l'éducation catholique de la jeunesse et de l'assistance des malades. La congrégation d'Youville envoie une communauté de quatre sœurs dirigées par Élisabeth Bruyère (1818-1876). Le 20 février 1845, la branche d’Ottawa devient autonome de celle de Montréal et donne naissance à une nouvelle congrégation.
L’institut reçoit le décret de louange le 5 mars 1885, il est définitivement approuvé par le Saint-Siège le 27 janvier 1889.

## Activités et diffusion
Les Sœurs de la charité s'occupent de l'éducation des jeunes et de l'assistance aux malades. 
Elles sont présentes en:
- Amérique : Brésil, Canada, États-Unis.
- Afrique : Afrique du Sud, Lesotho, Malawi, Zambie ;
- Asie : Japon.

Le maison généralice est à Ottawa. 
En 2017, l’institut comptait 500 religieuses répartis dans 60 maisons.